# Ralph Davis
Ralph Emerson Davis (Vanceburg, 7 settembre 1938 – 30 maggio 2021) è stato un cestista statunitense, professionista nella NBA.

## Carriera
È stato selezionato dai Cincinnati Royals al terzo giro del Draft NBA 1960 (17ª scelta assoluta).